# George Wilson
George "Jiff" Wilson (Meridian, Misisipi, 9 de mayo de 1942 - 29 de julio de 2023) fue un jugador de baloncesto estadounidense que disputó 7 temporadas de la NBA. Con 2,03 metros de estatura, jugaba en la posición de ala-pívot. Fue campeón olímpico en Tokio 1964 vistiendo la camiseta de la selección de Estados Unidos.

## Trayectoria deportiva

### Universidad
Tras haber sido campeón estatal con su high school, eligió ir a jugar con los Bearcats de la Universidad de Cincinnati, dada su admiración por Oscar Robertson. Alí jugó durante cuatro temporadas, en las que promedió 13,2 puntos y 10,4 rebotes por partido. Ganó junto con su equipo el Campeonato de la NCAA en 1962, siendo finalista al año siguiente, cuando perdieron con Loyola en la final, tras una prórroga, por 60-58.

### Selección nacional
Fue convocado para disputar con la selección de Estados Unidos los Juegos Olímpicos de Tokio 1964, donde consiguieron la medalla de oro tras batir a la URSS en la final por 73-59, en un partido en el que "Jiff" anotó dos puntos.

### Profesional
Fue elegido en la octava posición del Draft de la NBA de 1964 por Cincinnati Royals como elección territorial. Allí fue el suplente de Jerry Lucas, lo cual no le dejó demasiados minutos en pista, poco más de 7 en su primera temporada, en los que promedió 2,3 puntos y 2,6 rebotes por partido. Tras una segunda temporada calcada a la anterior, mediada la temporada 1966-67 fue traspasado a Chicago Bulls a cambio de Len Chappell. En su nuevo equipo tampoco encontró los minutos de juego, y antes de comenzar la temporada 1967-68 el nuevo equipo de los Seattle Supersonics lo eligió en el draft de expansión. En la que fue su mejor temporada hasta ese momento, promedió 6,1 puntos y 6,1 rebotes por partido.
Al año siguiente, un nuevo draft de expansión lo sitúa en los Phoenix Suns, donde juega finalmente de titular pro primera vez en su carrera, demostrando su poderío al promediar 11,6 puntos y 12,3 rebotes, antes de ser traspasado a mitad de temporada a Philadelphia 76ers a cambio de Jerry Chambers. No fue un buen cambio para el jugador, ya que volvió al ostracismo del banquillo durante la temporada y media que actuó como suplente de Darrall Imhoff. Un tercer draft de expansión en la temporada 1970-71 le haría ir a jugar a los Buffalo Braves, en la que iba a ser su última temporada como profesional. En el total de su carrera promedió 5,4 puntos y 5,2 rebotes por encuentro.

## Estadísticas de su carrera en la NBA

### Temporada regular
| Temporada | Edad | Equipo              | Liga | P   | TIT | MIN  | TC  | TCA  | %TC  | 3P | 3PA | %3P | TL  | TLA | %TL  | R.OF. | R.DEF. | REB  | ASIS | ROB | TAP | PER | FP  | PTS  |
| 1964-65   | 22   | Cincinnati Royals   | NBA  | 39  |     | 7.4  | 1.1 | 4.0  | .265 |    |     |     | 0.2 | 0.8 | .300 |       |        | 2.6  | 0.3  |     |     |     | 1.5 | 2.3  |
| 1965-66   | 23   | Cincinnati Royals   | NBA  | 47  |     | 5.9  | 1.1 | 2.9  | .391 |    |     |     | 0.6 | 0.9 | .643 |       |        | 2.1  | 0.4  |     |     |     | 1.2 | 2.9  |
| 1966-67   | 24   | TOTAL               | NBA  | 55  |     | 10.4 | 1.5 | 4.3  | .363 |    |     |     | 1.1 | 1.6 | .674 |       |        | 3.7  | 0.3  |     |     |     | 1.7 | 4.1  |
| 1966-67   | 24   | Cincinnati Royals   | NBA  | 12  |     | 10.4 | 0.7 | 3.4  | .195 |    |     |     | 1.1 | 1.3 | .813 |       |        | 3.6  | 0.0  |     |     |     | 1.6 | 2.4  |
| 1966-67   | 24   | Chicago Bulls       | NBA  | 43  |     | 10.4 | 1.8 | 4.5  | .399 |    |     |     | 1.0 | 1.6 | .643 |       |        | 3.8  | 0.3  |     |     |     | 1.7 | 4.6  |
| 1967-68   | 25   | Seattle SuperSonics | NBA  | 77  |     | 16.1 | 2.3 | 6.5  | .359 |    |     |     | 1.4 | 2.0 | .703 |       |        | 6.1  | 0.7  |     |     |     | 2.8 | 6.1  |
| 1968-69   | 26   | TOTAL               | NBA  | 79  |     | 23.4 | 3.4 | 8.4  | .410 |    |     |     | 1.9 | 3.0 | .651 |       |        | 9.1  | 1.4  |     |     |     | 2.9 | 8.8  |
| 1968-69   | 26   | Phoenix Suns        | NBA  | 41  |     | 31.6 | 4.7 | 11.7 | .397 |    |     |     | 2.3 | 3.7 | .616 |       |        | 12.3 | 1.9  |     |     |     | 3.5 | 11.6 |
| 1968-69   | 26   | Philadelphia 76ers  | NBA  | 38  |     | 14.5 | 2.1 | 4.8  | .445 |    |     |     | 1.6 | 2.2 | .714 |       |        | 5.7  | 0.8  |     |     |     | 2.3 | 5.8  |
| 1969-70   | 27   | Philadelphia 76ers  | NBA  | 67  |     | 12.5 | 1.8 | 4.5  | .388 |    |     |     | 1.8 | 2.6 | .709 |       |        | 4.7  | 0.8  |     |     |     | 2.2 | 5.3  |
| 1970-71   | 28   | Buffalo Braves      | NBA  | 46  |     | 15.5 | 2.0 | 5.8  | .342 |    |     |     | 1.2 | 1.5 | .812 |       |        | 5.0  | 1.0  |     |     |     | 2.2 | 5.2  |
| Total     |      |                     | NBA  | 410 |     | 14.1 | 2.1 | 5.5  | .372 |    |     |     | 1.3 | 1.9 | .677 |       |        | 5.2  | 0.7  |     |     |     | 2.2 | 5.4  |

### Playoffs
| Temporada | Edad | Equipo             | Liga | P  | MIN | TCA | TC | 3PA | 3P | TLA | TL | R.OF. | REB | ASIS | ROB | TAP | PER | FP | PTS | %TC   | %3P | %FT   | MIN  | PTS | REB | AST |
| 1964-65   | 22   | Cincinnati Royals  | NBA  | 2  | 3   | 1   | 1  |     |    | 0   | 0  |       | 2   | 1    |     |     |     | 1  | 2   | 1.000 |     |       | 1.5  | 1.0 | 1.0 | 0.5 |
| 1965-66   | 23   | Cincinnati Royals  | NBA  | 1  | 3   | 1   | 1  |     |    | 0   | 0  |       | 1   | 0    |     |     |     | 1  | 2   | 1.000 |     |       | 3.0  | 2.0 | 1.0 | 0.0 |
| 1966-67   | 24   | Chicago Bulls      | NBA  | 2  | 27  | 2   | 9  |     |    | 3   | 6  |       | 9   | 0    |     |     |     | 5  | 7   | .222  |     | .500  | 13.5 | 3.5 | 4.5 | 0.0 |
| 1968-69   | 26   | Philadelphia 76ers | NBA  | 5  | 45  | 0   | 7  |     |    | 3   | 4  |       | 18  | 8    |     |     |     | 9  | 3   | .000  |     | .750  | 9.0  | 0.6 | 3.6 | 1.6 |
| 1969-70   | 27   | Philadelphia 76ers | NBA  | 2  | 23  | 4   | 13 |     |    | 1   | 1  |       | 12  | 1    |     |     |     | 4  | 9   | .308  |     | 1.000 | 11.5 | 4.5 | 6.0 | 0.5 |
| Total     |      |                    | NBA  | 12 | 101 | 8   | 31 |     |    | 7   | 11 |       | 42  | 10   |     |     |     | 20 | 23  | .258  |     | .636  | 8.4  | 1.9 | 3.5 | 0.8 |